# ジェリー・バス
ジェリー・バス（英語: Jerry Buss, 1933年 - 2013年）はユタ州ソルトレイクシティ出身の不動産業者、プロスポーツチームのオーナー、ポーカーの選手。24歳で南カリフォルニア大学 (USC) より物理化学の博士号を修得する。博士号を持っているため、Dr.の敬称で呼ばれる。2010年にはバスケットボール殿堂入りを果たした。本名はジェラルド・ハッテン・バス（英語: Gerard Hatten Buss）。

## 経歴
バスは、最も有名なロサンゼルス・レイカーズのオーナーだった。1979年にレイカーズとNHLのロサンゼルス・キングス、ザ・フォーラムをジャック・ケント・クックから買い取った（後年、キングスは売却している）。彼がオーナーとなった後にレイカーズはカリーム・アブドゥル＝ジャバー、マジック・ジョンソン、ジェームス・ウォージー、シャキール・オニール、コービー・ブライアントらの活躍によって10度の優勝を果たしている。また、
ザ・フォーラムに関しては命名権を売却してグレート・ウェスタン・フォーラムと改称されている。WNBAが創設されるとチーム誘致に乗りだし、ロサンゼルス・スパークスのオーナーとなりこれまで2度の優勝を経験している。1999年にステイプルズ・センターが完成すると彼はレイカーズやスパークスの本拠地をフォーラムから移し、フォーラムの売却を行った。レイカーズはバスの6人の子供に引き継がれ娘のジニーが代表となった。
また、バスはポーカー選手としても記録を残しており、トーナメントに出場して記録を残している。1991年のワールドシリーズオブポーカーにおいてセブンスタッドの部門で3位に入っており、2003年のワールドポーカーツアーには招待選手として出場し、2位になっている。
2012年、バスは腸に問題を抱えたとだけ伝えられ数か月間入院した。2013年2月14日には前年より癌で闘病していることが伝えられた。
2013年2月18日早朝5時55分、腎不全により死去。80歳没。